# Fahri Tatan
Fahri Tatan (* 30. Mai 1983 in Rize) ist ein türkischer Fußballspieler, der derzeit für Kartalspor spielt.

## Karriere

### Vereinskarriere
Fahri Tatan erlernte das Fußballspielen in der Jugend von Pazarspor. Nachdem er anfing auch für die türkische U-15 Juniorenauswahl zu spielen wurde er von den Talentjägerns Fenerbahçes gesichtet und sofort an den Bosporus geholt. Hier erhielt er auf Anhieb einen Profivertrag, spielte er dreieinhalb Spielzeiten ausschließlich für die Reservemannschaft. Erst in der Saison 2002/03 kam er beim Profiteam zu Ligaeinsätzen.
Zur Saison 2003/04 gab man ihn an den stärksten Vertreter seiner Heimatprovinz Çaykur Rizespor ab. Hier reifte er besonders unter dem Trainer Rıza Çalımbay zum Nationalspieler heran. 2006/07 wechselte er dann zu Beşiktaş Istanbul. Bei seinem neuen Verein gelang ihm der Durchbruch nicht, sodass er eine Spielzeit später an Çaykur Rizespor verliehen wurde.
In den nachfolgenden Spielzeiten spielte er in diversen Erst- und Zweitligavereinen.
Zur Rückrunde der Saison 2011/12 wechselte er dann zu seinem alten Verein Caykur Rizespor. Nach einem Jahr Tätigkeit für Rizespor wechselte Tatan innerhalb der Liga zum Istanbuler Klub Kartalspor.

### Nationalmannschaftskarriere
Fahri Tatan fing früh an für die türkischen Jugendnationalmannschaften zu spielen. Er durchlief ab der U-15 alle Jugendmannschaften. Für die Türkei bestritt Fahri Tatan insgesamt acht Spiele, das erste am 31. März 2004 gegen Kroatien. Des Weiteren spielte er 2006 einmal für die zweite Auswahl der türkischen Nationalmannschaft und erzielte bei dieser Begegnung einen Treffer.